# Asperoteuthis mangoldae
Asperoteuthis mangoldae is een inktvissensoort uit de familie van de Chiroteuthidae. De wetenschappelijke naam van de soort werd voor het eerst geldig gepubliceerd in 2007 door Young, Vecchione & Roper.